# شمس الملك (سياسي)
شمس الملك هو مهندس مدني باكستاني وخبير تقنية، شغل منصب رئيس الوزراء الرابع والعشرون في مقاطعة خيبر باختونخوا في عهد حكومة برويز مشرف، كما شغل منصب رئيس هيئة مياه وتنمية الطاقة باكستان، وكان الرئيس الثالث لمجلس محافظي معهد سياسات التنمية المستدامة. إنه مؤيد قوي لبناء سد كالاباخ.
يعتبر أكثر المؤيدين تشددا لسد كالاباخ، ودعّم حركة سد كالاباخ في السند وخيبر باختونخوا.

## وصلات خارجية
- حكومة إقليم خيبر باختونخوا
- شمس الملك هو الرئيس الثالث لمجلس محافظي معهد سياسات التنمية المستدامة
- هيئة مياه وتنمية الطاقة باكستان